# Aérodrome de Chimoio
L'aérodrome de Chimoio est un aéroport de Chimoio, Mozambique (code IATA : VPY • code OACI : FQCH).

## Situation
| Île Bazaruto Beira Chimoio Inhambane Lichinga Nacala Nampula Pemba Quélimane Tete-Chingozi Vilanculos Maputo |

## Compagnies aériennes et destinations
| Compagnies              | Destinations                               |
| ----------------------- | ------------------------------------------ |
| LAM Mozambique Airlines | Beira, Maputo, Xai-Xai (Vila de Joao Belo) |

Édité le 14/10/2017  Actualisé le 4/11/2023